# Sabine Toepfer-Kataw
Sabine Toepfer-Kataw (geborene Toepfer; * 14. November 1963 in Berlin) ist eine deutsche Politikerin (CDU). Sie war von Dezember 2011 bis Dezember 2016 Staatssekretärin in der Berliner Senatsverwaltung für Justiz und Verbraucherschutz.

## Leben
Toepfer-Kataw ist geborene Berlinerin. Sie studierte ab 1982 Rechtswissenschaft an der Freien Universität Berlin. 1984 arbeitete sie in der Disney World Florida. Von 1986 bis 1989 besuchte sie die Hochschule des Bundes für öffentliche Verwaltung mit dem Abschluss als Diplom-Verwaltungswirtin (FH). Bis zu ihrer Ernennung zur Staatssekretärin 2011 war sie als Beamtin bei der Deutschen Rentenversicherung tätig.
Sabine Toepfer-Kataw ist verheiratet und hat zwei Kinder.

## Politik
Toepfer-Kataw ist seit 1980 Mitglied der Berliner CDU. Von 1997 bis 2015 war sie Vorsitzende des CDU-Ortsverbandes Britz, von 1999 bis 2000 Vorsitzende des CDU-Kreisverbandes Neukölln und von 2009 bis 2015 Mitglied des Landesvorstandes der CDU Berlin.
Toepfer-Kataw war seit 1991 als Nachrückerin für den ausgeschiedenen Wolfgang Branoner Mitglied des Berliner Abgeordnetenhauses. Bei der Abgeordnetenhauswahl im Oktober 1995 gewann sie ein Direktmandat im Wahlkreis Neukölln 4, bei der Abgeordnetenhauswahl im Oktober 1999 ein Direktmandat im Wahlkreis Neukölln 3. Mit Ablauf der Legislaturperiode schied sie 2001 aus dem Landesparlament aus. Im Abgeordnetenhaus war sie unter anderem Mitglied des Petitionsausschusses, des Ausschusses für Europaangelegenheiten und des Verkehrsausschusses. Des Weiteren war sie stellvertretende Vorsitzende der CDU-Fraktion und Mitglied des Präsidiums. Bei der Abgeordnetenhauswahl im September 2011 war sie Kandidatin für das Direktmandat im Wahlkreis Neukölln 3.
Am 1. Dezember 2011 wurde Toepfer-Kataw zur Staatssekretärin in der Senatsverwaltung für Justiz und Verbraucherschutz ernannt. Mit dem Regierungswechsel im Dezember 2016 wurde sie in den einstweiligen Ruhestand versetzt.
Zur Wahl zum Abgeordnetenhaus von Berlin 2016 trat sie als Spitzenkandidatin der Neuköllner CDU an und engagierte sich vor allem in der Integrationspolitik, errang allerdings kein Mandat.